# San Luis Jilotepeque
Pour les articles homonymes, voir San Luis.
San Luis Jilotepeque est une ville du Guatemala dans le département de Jalapa.